# Cohors I Thracum milliaria

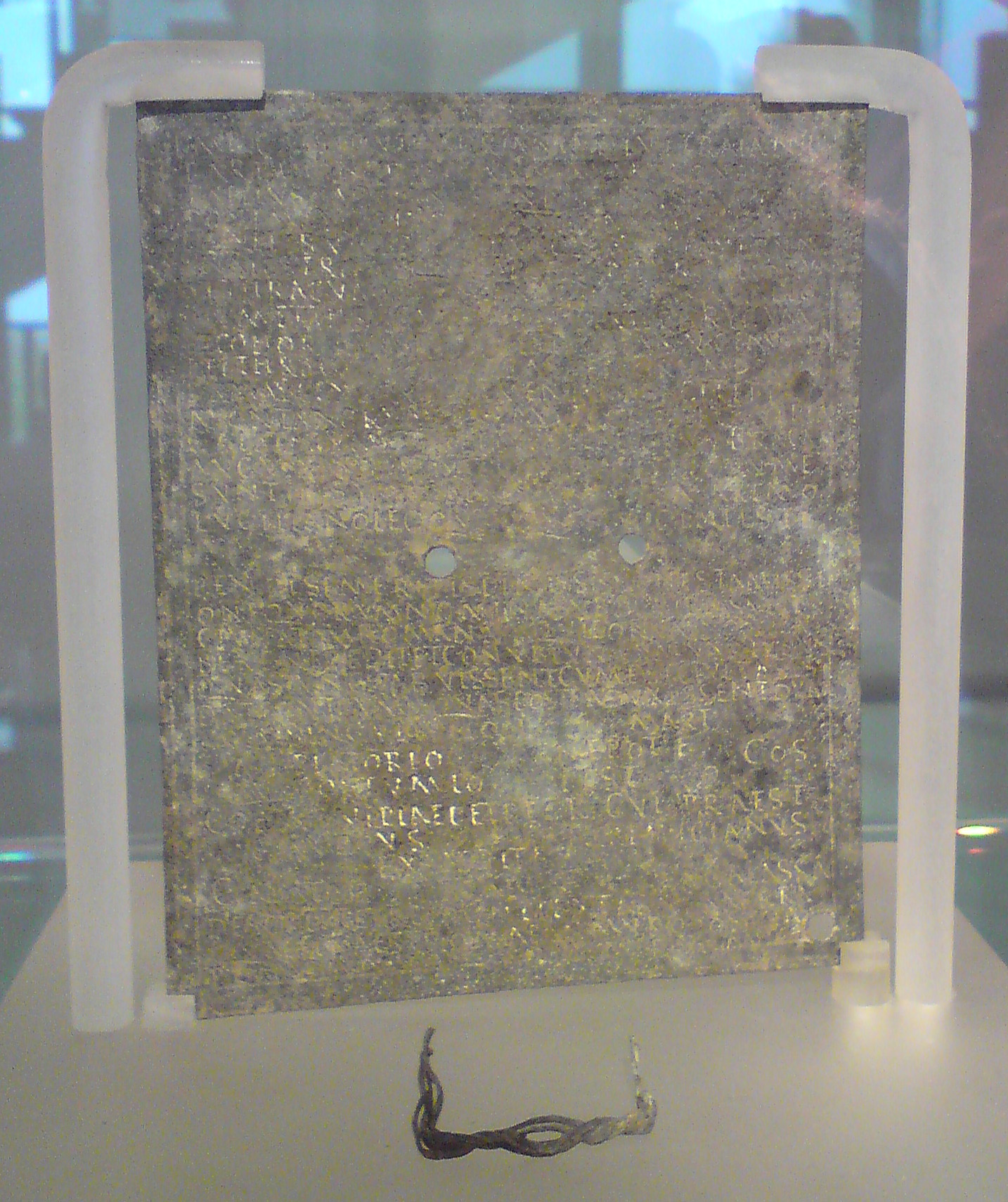
Ein Militärdiplom von 160 n. Chr.

Die Cohors I Thracum milliaria (deutsch 1. Kohorte der Thraker milliaria) war eine römische Auxiliareinheit. Sie ist durch Militärdiplome, Inschriften, Ziegelstempel und die Notitia dignitatum belegt. In dem Militärdiplom von 88 wird sie als Cohors I milliaria bezeichnet, in einer Inschrift als Cohors I milliaria Thracum und in der Notitia dignitatum als Cohors prima miliaria Thracum.

## Namensbestandteile
- Cohors: Die Kohorte war eine Infanterieeinheit der Auxiliartruppen in der römischen Armee.

- I: Die römische Zahl steht für die Ordnungszahl die erste (lateinisch prima). Daher wird der Name dieser Militäreinheit als Cohors prima .. ausgesprochen.

- Thracum: der Thraker. Die Soldaten der Kohorte wurden bei Aufstellung der Einheit aus dem Volk der Thraker auf dem Gebiet der römischen Provinz Thrakien rekrutiert.

- milliaria: 1000 Mann. Je nachdem, ob es sich um eine Infanterie-Kohorte (Cohors milliaria peditata) oder einen gemischten Verband aus Infanterie und Kavallerie (Cohors milliaria equitata) handelte, lag die Sollstärke der Einheit entweder bei 800 oder 1040 Mann. Der Zusatz kommt in den Militärdiplomen von 88 bis 186, in zwei Inschriften[2] und auf Ziegeln[3] vor. In den Militärdiplomen von 139 bis 186, in den beiden Inschriften und auf den Ziegeln wird statt milliaria das Zeichen {\displaystyle \infty } verwendet.

Da es keine Hinweise auf den Namenszusatz equitata (teilberitten) gibt, ist davon auszugehen, dass es sich um eine Cohors milliaria peditata, eine reine Infanterie-Kohorte, handelt. Die Sollstärke der Einheit lag bei 800 Mann, bestehend aus 10 Centurien mit jeweils 80 Mann.

## Geschichte
Die Kohorte war in den Provinzen Syria, Syria Palaestina und Arabia (in dieser Reihenfolge) stationiert. Sie ist auf Militärdiplomen für die Jahre 88 bis 186 n. Chr. aufgeführt.
Der erste Nachweis der Einheit in Syria beruht auf einem Diplom, das auf 88 datiert ist. In dem Diplom wird die Kohorte als Teil der Truppen aufgeführt (siehe Römische Streitkräfte in Syria), die in der Provinz stationiert waren. Weitere Diplome, die auf 91 bis 93 datiert sind, belegen die Einheit in derselben Provinz.
Zu einem unbestimmten Zeitpunkt wurde die Einheit in die Provinz Syria Palaestina verlegt, wo sie erstmals durch ein Diplom nachgewiesen ist, das auf 139 datiert ist. Weitere Diplome, die auf 158 bis 186 datiert sind, belegen die Einheit in derselben Provinz.
Im 3. oder 4. Jhd. wurde die Kohorte in die Provinz Arabia verlegt. Letztmals erwähnt wird die Einheit in der Notitia dignitatum mit der Bezeichnung Cohors prima miliaria Thracum für den Standort Adtitha. Sie war Teil der Truppen, die dem Oberkommando des Dux Arabiae unterstanden.

## Standorte
Standorte der Einheit in Arabia und Syria Palaestina waren möglicherweise:
| - Adtitha: Die Einheit wird in der Notitia dignitatum für diesen Standort aufgeführt. - Eleutheropolis (Beit Guvrin): zwei Ziegel mit dem Stempel der Einheit wurden hier gefunden. - Hebron: ein Ziegel mit dem Stempel der Einheit wurde hier gefunden. | - En Gedi: eine Abordnung aus der Einheit war am 6. Mai 124 hier stationiert, wie aus einem Papyrus hervorgeht. Zwischen dem 6. Mai 124 und dem 16. April 128 wurde die Abordnung vermutlich wieder abgezogen. |

Bei Aleppo wurde eine Inschrift der Einheit gefunden.

## Angehörige der Kohorte
Folgende Angehörige der Kohorte sind bekannt:

### Kommandeure
| - [] Bassus: er wird auf einem Diplom von 91 (Chiron-2006-221) als Kommandeur genannt. - L(ucius) Nonius [Can]didus, ein Tribun (AE 2007, 1616) | - Ποπλιος Κλαυδιος Πολλιω, ein επαρχος (IGR 4.1565) |

### Sonstige
| - [?], ein Fußsoldat: ein Diplom von 91 (Chiron-2006-221) wurde für ihn ausgestellt. | - Μαγωνιος Ουαλενς (Magonius Valens), ein Centurio |